# Assassinato em Copacabana
Assassinato em Copacabana é um filme brasileiro de 1962, dirigido por Eurides Ramos.

## Sinopse
Conta a história de uma garota humilde que deseja seguir carreira artística, mas acaba se envolvendo com criminosos sofisticados.

## Elenco
- Maria Petar .... Jaqueline
- John Herbert.... Humberto
- Milton Moraes.... Pascoal
- Norma Blum.... lalá
- Mário Lago.... João
- Herval Rossano.... Germano
- Francisco Dantas.... Frederico
- Perry Salles.... Sílvio
- Hamilton Ferreira.... Poly
- Sebastião Vasconcelos.... Rafael

## Curiosidades
- A cantora Silvinha Telles aparece cantando uma canção de Tom Jobim, Demais.
- Na cena em que a atriz principal Maria Pétar canta "A felicidade", ela está dublando a voz de Sylvia Telles.